# Luke Hyam
Luke Thomas Hyam (ur. 24 października 1991 w Ipswich) – angielski piłkarz występujący na pozycji obrońcy w Ipswich Town.